# A Senhora da Magia
Mistress of Magic é o primeiro livro da série As Brumas de Avalon, escrito por Marion Z. Bradley.

## Sinopse
Neste romance, a lenda do rei Artur é contada pela primeira vez através das vidas, das visões e da percepção das mulheres que nela tiveram um papel central. Pela primeira vez, o mundo arturiano de Avalon e Camelot, com todas as suas paixões e aventuras - o mundo que, através dos séculos, cada geração recriou em incontáveis obras de ficção, poesia, drama - é revelado, como se poderia esperas, pelas suas heroínas - pela rainha Guinevere, mulher de Artur; por Igraine, mãe de Artur; por Viviane, a impressionante Senhora do Lago, Grande Sacerdotisa de Avalon; e principalmente pela irmã de Artur, Morgana, também conhecida como Morgana das Fadas existia uma parcial ligação, como a Fada Morgana - como feiticeira, como bruxa - e que nesta épica versão da lenda desempenha um papel crucial, tanto na coroação como na destruição de Artur. Trata-se, acima de tudo, da história de um profundo conflito entre o cristianismo e a velha religião de Avalon.

## Sobre o livro
O romance não se detém meramente em narrar os fatos políticos e religiosos que se confrontam na Bretanha. Mais que isso, Marion - famosa por suas histórias que descobrem o véu do universo feminino - mostra toda a força e complexidade dos atos e escolhas das mulheres (ignoradas na História das Civilizações)- abre portas na lenda da Excalibur em que se encontram o misticismo da origem da espada, ritos pagãos que foram sufocados pela cristianização, a importância das uniões políticas entre os povos e o resultado da submissão ou não das mulheres frente aos homens.
A primeira metade do volume é centrada basicamente na vida cotidiana da jovem pagã Igraine, casada contra a vontade com o Duque Gorlois da Cornualha e passando por uma série de conflitos e alguns poucos momentos felizes ao lado dele e de sua filha Morgana, ao mesmo tempo em que é pressionada por Avalon a se casar com Uther Pendragon e, com ele, gerar o filho que salvará a Bretanha: o futuro Rei Arthur. E embora seja tomada por um amor incontrolável por Uther e cumpra o que lhe era cobrado, Igraine corta relações com Avalon, passando a se comportar como uma cristã fervorosa, embora, secretamente, continuasse adorando a Deusa de Avalon.
O restante do volume se centra na adolescência e juventude de Morgana, levada por Viviane, a Senhora do Lago e irmã mais velha de Igraine, para Avalon e treinada por anos para se tornar uma sacerdotisa da Deusa. Entretanto, enquanto Morgana cumpre um dos rituais, Viviane a faz ter relações com seu irmão Arthur, sem que ambos se reconheçam, com a intenção de fazer com que Morgana gere um filho da linhagem pura de Avalon, já que a mãe de ambos é da Família Real de Avalon. Mas quando Morgana descobre que se deitou com o irmão e agora está grávida dele, sua relação com Viviane se deteriora, fazendo-a abandonar o sacerdócio e deixar Avalon.
Neste volume temos os fatos que servirão de fundo para o romance:
- o papel da mulher, importância e conseqüência dos casamentos arranjados
- o choque de culturas e poderio dos sexos
- como eram realizadas as sucessões de trono
- o ritualismo pagão para a ascensão do novo rei
- o simbolismo por trás de entrega da sagrada espada
- a ascensão de Arthur ao trono, após a morte de Uther